# 周虎彝
周虎彝（?—?），清朝官員。山東萊陽縣（今煙台萊陽市）人。
周虎彝為乾隆辛巳進士周瑊之子，乾隆五十四年（1789年）己酉科舉人，乾隆六十年（1795年）中式乙卯恩科進士，歷任浦城、寶山縣知縣。
虎彝子周坊為道光丁未進士。